# La French – Francouzská spojka
La French – Francouzská spojka (v originále La French) je francouzsko-belgický hraný film z roku 2014, který režíroval Cédric Jimenez. Snímek měl světovou premiéru na mezinárodním filmovém festivalu v Torontu dne 10. září 2014. Film zachycuje období obchodování s heroinem přes síť překupníků známou jako Francouzská spojka v 70. a 80. letech 20. století.

## Obsazení
| Jean Dujardin          | soudce Pierre Michel                       |
| Gilles Lellouche       | Tany Zampa                                 |
| Céline Salletteová     | Jacqueline Michel, manželka Pierra Michela |
| Mélanie Doutey         | Christiane Zampa, Tanyho manželka          |
| Benoît Magimel         | Jacky Imbert                               |
| Guillaume Gouix        | inspektor José Alvarez                     |
| Bernard Blancan        | komisař Lucien Aimé-Blanc                  |
| Gérard Meylan          | komisař Ange Mariette                      |
| Féodor Atkine          | Gaston Defferre                            |
| Patrick Descamps       | generální prokurátor                       |
| Moussa Maaskri         | Frank Calazzi                              |
| Bruno Todeschini       | bankéř                                     |
| Pierre Lopez           | Jean Toci                                  |
| Éric Collado           | André, řečený Robert                       |
| Cyril Lecomte          | Marco Da Costa                             |
| Dominic Gould          | John Cusack, zástupce DEA v Marseille      |
| Éric Fraticelli        | komisař Bianchi                            |
| Barbara Cabrita        | Dora Meurisse                              |
| Pauline Burlet         | Lily Mariani                               |
| Georges Neri           | Charles Peretti                            |
| Martial Bezot          | Martial Salin                              |
| Michel Bellier         | ředitel kasina                             |
| Éric Godon             | advokát Gaëtana Zampy                      |
| Catherine Demaiffe     | Marie                                      |
| Jean-Marc Michelangeli | Simon, manžel Marie                        |
| Paco Boublard          | Stéphane, policista                        |
| Éric de Montalier      | Serge, policista                           |
| Bérangère McNeese      | zdravotní sestra v nemocnici Timone        |
| Erika Sainte           | Olivia                                     |
| Myriem Akheddiou       | Melle Aissani                              |

## Ocenění
- César: nominace v kategorii nejlepší výprava (Jean-Philippe Moreaux)